# Lucia Bosè
Lucia Bosè   (Milà, 28 de gener de 1931 - Segòvia, 23 de març de 2020) de nom complet Lucia Borloni Bosè va ser una actriu i model italiana nacionalitzada espanyola. Des dels seus començaments com a Miss Itàlia 1947, Bosé, musa del neorealisme italià, va actuar en diferents pel·lícules italianes i en algunes pel·lícules espanyoles. Va ser la matriarca d'una coneguda saga d'artistes, com el cantant Miguel Bosé, l'actriu Paola Dominguín i l'àvia de la model i cantant Bimba Bosé.

## Biografia

### Començaments
Nascuda en Milà el 28 de gener de 1931, Lucia Borloni era filla de Domenico Borloni i Francesca Bosè; va començar la seva carrera artística emprant el cognom patern, però va acabar decantant-se pel cognom matern, Bosè (o, castellanitzat, Bosé). Va tenir dos germans: Aldo i Giovanni.
Dependenta d'una pastisseria milanesa, Pasticceria Galli, el 1947 va participar en la vuitena edició del concurs Miss Itàlia, on va resultar guanyadora, la qual cosa li va obrir les portes del món del cinema.
Va interpretar un curtmetratge de Dino Risi sobre els cinc dies de Milà (1848, realitzat en 1948-1949, amb l'assessorament artístic d'Alberto Lattuada i Giorgio Strehler). Lucia Bosè va debutar com a protagonista d'un llargmetratge a Non c'è pace tra gli ulivi (1950), de Giuseppe de Santis, últim capítol de la trilogia pagesa del mestre neorealista, en el qual va tenir el paper d'una pastora de la regió pobre de la Ciociaria, al costat d'actors tan prestigiosos com Raf Vallone i Folco Lulli. El mateix any, l'actriu va oferir una significativa mostra del seu talent a Cronaca di un amore, esplèndida opera prima de Michelangelo Antonioni on Bosè interpreta amb convicció a la protagonista, Paola Molon, en una història en la que s'analitza minuciosament els sentiments de l'alta burguesia milanesa en un rerefons policial.

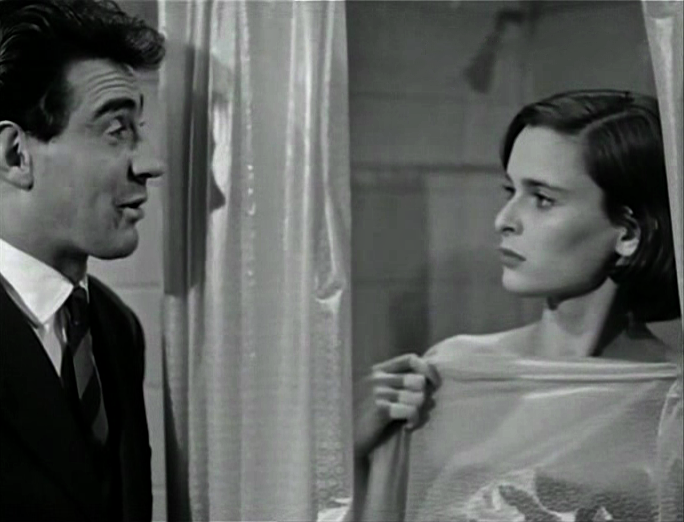
Bosè a Era lei che lo voleva! (1953).

Al cap de poc temps, Bosè va col·laborar amb de Santis una altra vegada: l'actriu va interpretar, en 1951, el paper de Simona a Roma ore 11, pel·lícula que tracta el tema de la desocupació femenina i que ofereix una característica galeria de retrats de dones magistralment traçats (entre les intèrprets, cal citar també a Carla del Poggio, Lea Padovani i Delia Scala). Michelangelo Antonioni, el 1953, ofereix a Bosè el paper de Clara Manni, en una pel·lícula que narra la història d'una empleada que es converteix en actriu, es fa immediatament famosa i, després, sofreix un doble fracàs, sentimental i professional: es tracta de l'amarg La signora senza camelie, pel·lícula sobre la dimensió poc autèntica del món cinematogràfic, fidel mirall de l'aridesa que caracteritza les relacions entre els éssers humans.
En el mateix període, també va ser la protagonista de nombroses pel·lícules que van confirmar la seva facilitat d'adaptar-se amb excel·lents resultats a qualsevol exigència expressiva. L'actriu es va dedicar a la comèdia rosa neorealista, interpretant dues dels títols més famosos de la filmografia de Parigi è sempre Parigi (1951), amb Aldo Fabrizi i, sobretot, Le ragazze di piazza di Spagna (1952), en la qual va personificar a una modista que, després de convertir-se en maniquí, no oblida els seus orígens modestos ni l'amor pel seu nuvi, simple però simpàtic.
Al costat de Walter Chiari, Bosè també va participar en nombroses pel·lícules de caràcter còmic i burlesc, entre les quals cal assenyalar E' l'amor che mi rovina… (1951), on va interpretar a una jove professora d'esquí en la localitat de Sestriere, amb la direcció de Mario Soldati.

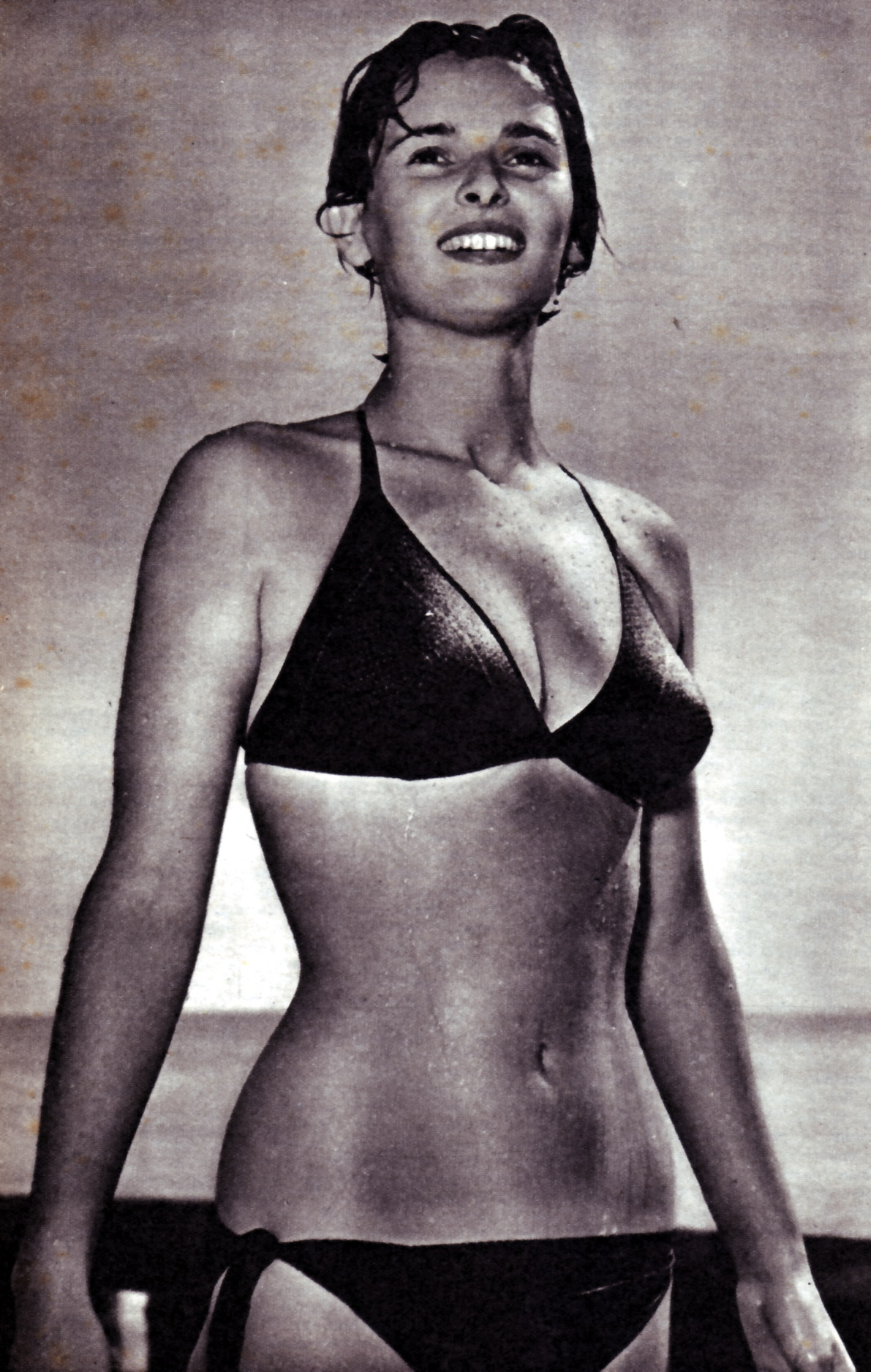
Lucía Bosé a La Settimana, 9 de setembre de 1950

### Èxits i matrimoni a Espanya
L'any 1955 va ser fonamental per a l'actriu; en efecte, va ser la protagonista de tres importants títols que van representar tot un èxit professional per a una carrera que encara estava als inicis. A Gli sbandati, de Francesco Maselli, va traçar amb extrema sensibilitat a la graciosa i eixelebrada Lucia, de la qual s'enamora el jove comte Andrea (Jean-Pierre Mocky). A Muerte de un ciclista, dirigida per Juan Antonio Bardem, va oferir una bona interpretació en una de les obres més interessants. A Cela s'appelle l'aurore, dirigida per Luis Buñuel en tornar a França després de la seva estada a Mèxic, va interpretar a Clara, una jove vídua italiana que resideix en Còrsega i viu una puríssima història d'amor amb el metge Valerio (Georges Marchal).

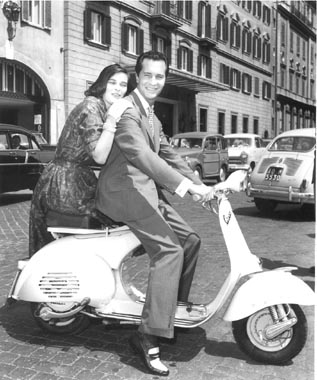
Fotografiada en la dècada de 1960 a Roma amb Luis Miguel «Dominguín».

L'1 de març de 1955 es va casar pel civil a Las Vegas amb el cèlebre torero espanyol Luis Miguel «Dominguín» —a qui havia conegut en una festa a l'ambaixada de Cuba en 1954, durant l'estada de Bosè a Espanya pel rodatge de Muerte de un ciclista—; i el 16 d'octubre del mateix any el van fer per l'església, a la capella de la finca familiar Dominguín «Villa Paz», a Saelices (Conca). Van tenir quatre fills, 10 nets i 2 besnétes:
- Luis Miguel González Bosé (artísticament Miguel Bosé, 3 d'abril de 1956).
  - Diego González (2011).
  - Tadeo González (2011)
  - Ivo Palau (2011).
  - Telmo Palau (2011).

(els quatre nascuts per gestació subrogada).
- Lucía González Bosé (artísticament Lucía Dominguín, 19 d'agost de 1957).
  - Eleonora Salvatore (artísticament Bimba Bosé, 1975-2017).
    - Dora Postigo (2004).
    - June Postigo (2011).

  - Rodolfo Salvatore (artísticament Olfo Bosé) (1980).
  - Jara Tristancho (1994).
  - Lucía Tristancho (artísticament Palito Dominguín) (1996).

- Paola González Bosé (artísticament Paola Dominguín, 5 de novembre de 1960).
  - Nicolás Coronado (1988).

- Juan Lucas González Bosé, va néixer i va morir en 1962.

Per un temps, es va retirar de la carrera cinematogràfica, que només va reprendre després de separar-se del seu marit. Es van divorciar el 1968.

### Retorn al cinema
Entre 1968 i 1976, Lucia Bosé va tornar a treballar, sol·licitada a Itàlia i a l'estranger, tant per mestres famosos com Federico Fellini, els Taviani o Mauro Bolognini, com també per directors més joves. També va ser protagonista de Nathalie Granger, pel·lícula dirigida per l'escriptora i directora Marguerite Duras i coprotagonitzada per Jeanne Moreau.
No obstant això, cal recordar que el retorn al cinema el va fer sota la direcció de Pere Portabella, exponent destacat de l'Escola de Barcelona, amb Nocturn 29 (1968), pel·lícula interpretada al costat de Gabriele Ferzetti. A Espanya, Bosé també va participar en altres pel·lícules, entre les quals cal assenyalar Un hivern a Mallorca (1970), de Jaime Camino, i Ceremonia sangrienta (1972), de Jordi Grau i Solà.
Al Satiricó (1969), de Federico Fellini, Bosè apareix en una sola i memorable escena, però a Sotto il segno dello Scorpione, dels germans Paolo i Vittorio Taviani, va ser la protagonista, amb Gian Maria Volonté i Giulio Brogi.
La col·laboració de l'actriu milanesa amb Mauro Bolognini va ser més articulada, i va començar amb Metello (1970), va seguir amb Per le antiche scale (1975), amb Marcello Mastroianni i Françoise Fabian, i amb la sèrie televisiva La Certosa di Parma (1982), en la que va interpretar a la marquesa del Dongo.
En el mateix període, sempre a Itàlia, Lucia Bosè va participar en títols interessants que la van estimular a donar el millor de si: en 1971, com una malalta mental, en L'ospite, de Liliana Cavani, al costat de Glauco Mauri; en 1972, participa a Arcana, de Giulio Questi, en el paper d'una vídua que es dedica a la màgia, i a La colonna infame, de Nelo Risi, basada en l'obra de Alessandro Manzoni. L'actriu va mostrar la seva maduresa artística i la seva capacitat d'introspecció psicològica a Nathalie Granger (1972), pel·lícula dirigida per Marguerite Duras.
En 1976, després de la seva participació en Violanta, de Daniel Schmid, i a La señora García se confiesa, per televisió, al costat d'Adolfo Marsillach, la carrera de Lucía Bosè va patir una segona interrupció; tornaria al cinema només a la fi dels anys vuitanta, interpretant a dues figures maternes, a Crònica d'una mort anunciada (1987), de Francesco Rosi (basada en la famosa novel·la de Gabriel García Márquez); a Volevo i pantaloni (1990), de Maurizio Ponzi, una adaptació del best-seller homònim de Lara Cardella, i a L'avaro, versió cinematogràfica de l'obra mestra de Molière, dirigida per Tonino Cervi, amb Alberto Sordi i Laura Antonelli.

### Anys 1990-2018

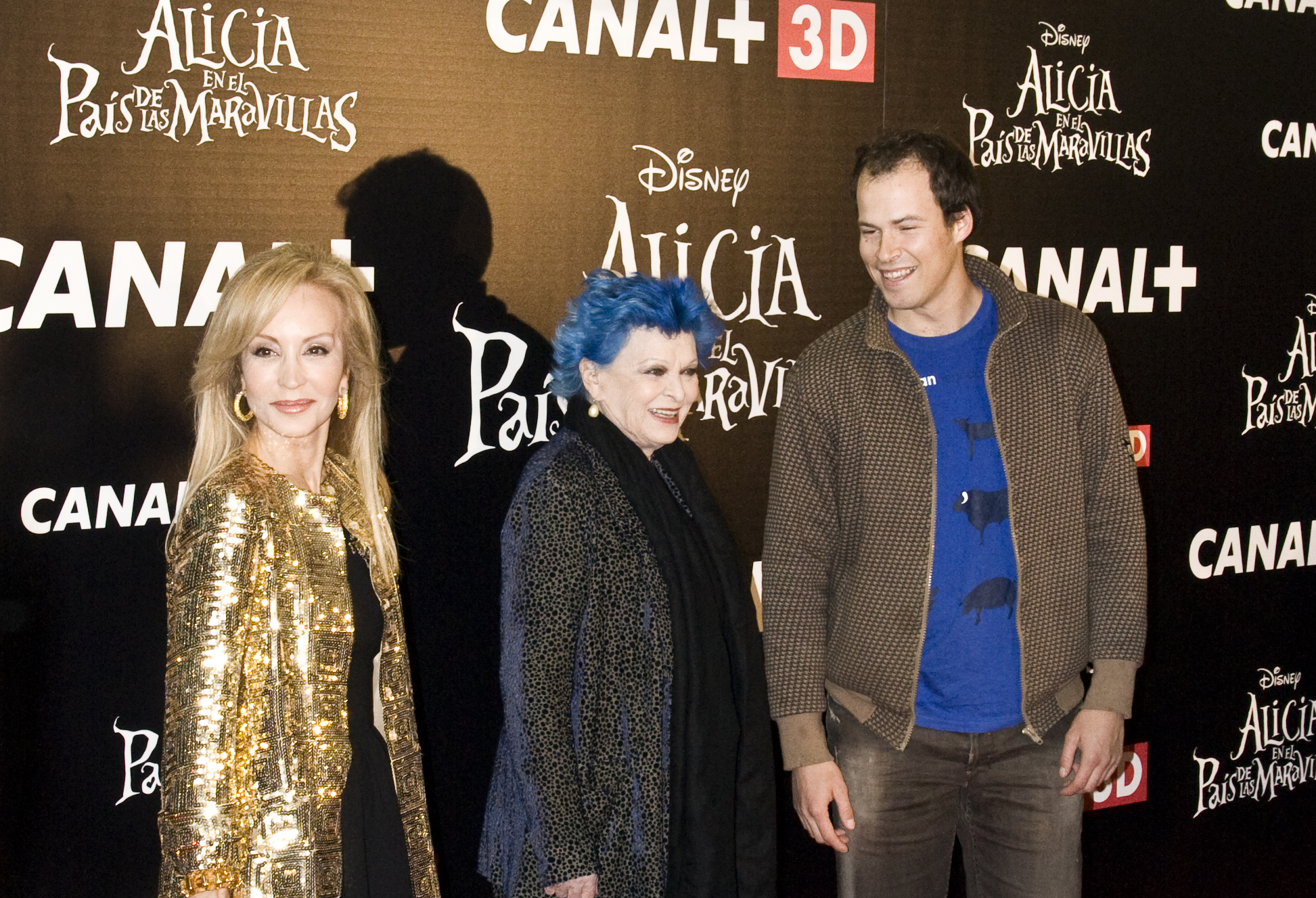
Fotografiada el 2010.

Els anys 1990, a poc a poc va anar espaiant cada vegada més les seves participacions al cinema, sense deixar del tot de costat la seva professió. Vivia a Brieva (Segòvia), Espanya, país al qual s'havia lligat sentimentalment des de molts anys enrere.
L'any 2000, va decidir fer realitat un somni de la seva joventut: obrir el primer Museu dels Àngels del món. Va crear, al poble segovià de Turégano, un museu dedicat a les representacions dels àngels, amb més de vuitanta obres d'artistes contemporanis procedents de diversos països, així com diverses escultures angelicals. El 2007 va anunciar el tancament temporal del museu, argumentant falta de suport de la Junta de Castella i Lleó.
El 2018 va participar al llargmetratge documental titulat La última toma, dirigit per Jesús Ponce i dedicat a la figura de Claudio Guerín Hill, on va oferir el seu testimoniatge com a actriu a les ordres del director.

## Mort
Va morir el 23 de març de 2020 als 89 anys a l'Hospital General de Segòvia a causa de la COVID-19. Més endavant, la seva filla Lucía Dominguín, va declarar en una entrevista en el programa Deluxe que la seva mare va morir d'una pneumònia, ja que des de fa anys tenia xacres, anava a l'hospital i li posaven oxigen però no va poder rebre aquest tractament degut a la pandèmia. Diversos mitjans van certificar que la defunció sí que es devia a la COVID-19 i van desmentir a la família en la seva acusació al personal de l'hospital.
La notícia de la defunció va ser difosa per la Societat de gestió d'actors i confirmada al Diario de Castilla y León després de saber-se que havia estat ingressada el 19 de març en estat greu.

## Llibres
Poesia
- Poemas de Somosaguas.  Ediciones 99, 1972.[15]

## Filmografia seleccionada
- Non c'è pace tra gli ulivi (1950) de Giuseppe de Santis.
- Cronaca di un amore (1950) de Michelangelo Antonioni.
- Roma ora 11 (1951) de Giuseppe de Santis.
- Parigi è sempre Parigi de Luciano Emmer.
- La signora senza camelie (1953) de Michelangelo Antonioni.
- Tradita (1954) de Mario Bonnard.
- Sinfonia d'amore (1954) de Glauco Pellegrini.
- Muerte de un ciclista (1955) de Juan Antonio Bardem.
- Cela s'appelle l’aurore)(1955) de Luis Buñuel.
- Le testament d’Orphée (1960) de Jean Cocteau.
- Nocturn 29 (1968) de Pere Portabella.
- Metello (1969) de Mauro Bolognini.
- Sotto il segno dello scorpione (1969) dels germans Taviani
- Satiricó, (1969) de Federico Fellini.
- Del amor y otras soledades (1969) de Basilio Martín Patino.
- Jutrzenka, un hivern a Mallorca, (1970) de Jaime Camino.
- La casa de las palomas (1972) de Claudio Guerín Hill.
- Ceremonia sangrienta (1973) de Jordi Grau i Solà.
- Vera, un cuento cruel (1973) de Josefina Molina.
- Nathalie Granger (1974) de Marguerite Duras.
- Los viajes escolares (1974) de Jaime Chávarri.
- Manchas de sangre en un coche nuevo (1975) d'Antonio Mercero.
- Lumière (1976) de Jeanne Moreau.
- Violanta (1977) de Daniel Schmid.
- Crònica d'una mort anunciada (1987) de Francesco Rosi.
- Brumal (1988) de Cristina Andreu.
- El niño de la luna (1988) d'Agustí Villaronga.
- Harem Suare (1999) de Ferzan Özpetek.
- A propósito de Buñuel (2000) de José Luis López-Linares.
- Alfonsina y el mar (2013) de David Sordella.